# Вилерте, Тамара
Тамара Вилерте (латыш. Tamāra Vilerte; 5 марта 1954, Омск) — латвийская, ранее советская, шахматистка, гроссмейстер (2008).
Победительница чемпионата мира среди сеньоров в 2008 году в Бад-Цвишенан, Германия, а также вице-чемпионка чемпионата Европы среди сеньоров в том же году в Давосе, Швейцария.
На чемпионате СССР среди юниоров в 1972 году разделила 3 место, а в 1973 году разделила 1 место на чемпионате Латвии по шахматам среди женщин.
Окончила Даугавпилсский педагогический институт (ныне Даугавпилсский университет). Работает шахматным тренером в Кулдиге.